# 76,2 mm M1936
Il 76,2 mm Modello 1936 (M1936) o F-22 è un cannone campale sovietico introdotto nel 1936.
I modelli di F-22 vennero catturati in gran numero dai tedeschi, i quali riutilizzarono il cannone riconcoscendone il valore di un potente pezzo d'artiglieria controcarri.
Il modello 1936 nacque dal bisogno, da parte dei sovietici, di rinnovare le loro artiglierie oramai arretrate per l'epoca. Gli ingegneri sovietici, quindi, progettarono rapidamente questo cannone divisionale che forniva prestazioni eccellenti sotto tutti i punti di vista, fino a diventare addirittura un motivo d'ispirazione per i tecnici di altri paesi, dopo che venne reso noto il suo progetto.
Il cannone era dotato di una lunga e sottile canna, con un affusto alto, scudato. Era comunque troppo pesante per il suo calibro e con un profilo troppo alto per un'arma controcarro. La lunghezza della canna era di oltre 50 calibri.
Entrato in servizio appena in tempo per la guerra civile spagnola, iniziò comunque la sua carriera contro la Finlandia solo nel 1939.
Venne impiegato massicciamente contro i Tedeschi, che nel 1941, avanzarono rapidamente in Unione Sovietica durante l'Operazione Barbarossa. Tra l'ingentissimo quantitativo di armi e personale sovietici catturati dai reparti tedeschi all'attacco, vi furono anche i cannoni Modello 1936.
Alcuni vennero riutilizzati dall'esercito tedesco sotto la denominazione FK 296(r), dove (r) significava, nella nomenclatura militare tedesca, l'origine russa del materiale catturato.
L'efficacia di questi cannoni era tale da permettere, anche con proiettili HE, di distruggere facilmente un carro armato dell'epoca, data la velocità di oltre 700 m/s dei proiettili.
Per questo motivo, in Germania, vennero eseguite alcune modifiche per riadattarlo alle esigenze delle proprie forze armate, questa volta con la denominazione 7,62 cm PaK 36(r), diventando un ottimo pezzo controcarro con munizioni specializzate. Sebbene fosse molto simile agli 8,8 cm PaK tedeschi, era molto più maneggevole e rapido nell'ingaggiare il nemico.
Mentre gli F-22 catturati dai tedeschi, i 7,62 cm PaK 36(r), venivano presi dagli Alleati in Nordafrica, in Unione Sovietica la produzione del cannone cessó, in parte a causa dell'occupazione tedesca dello stabilimento in cui veniva prodotto, ma soprattutto perché lo si stava sostituendo con il nuovo pezzo da 76mm, il Modello 1942.